# Robo Kiss
Singles de W
Aa Ii Na!
(2004) Koi no Fuga
(2005)
 Robo Kiss  (ロボキッス, ou Robokiss) est le troisième single du groupe de J-pop W.

## Présentation
Le single sort le 14 octobre 2004 au Japon sous le label zetima, écrit et produit par Tsunku. Il atteint la 5e place du classement de l'Oricon, et reste classé pendant cinq semaines, pour un total de 30 239 exemplaires vendus durant cette période. Il sort également au format "Single V" (DVD contenant le clip vidéo) un mois plus tard, le 17 novembre 2004. Les premiers exemplaires ("First Press") du "Single V" contiennent la carte à collectionner Hello! Project photo card #0044.
La chanson-titre figurera d'abord dans une version remixée (Robo Kiss - Jisedai Remix) sur la compilation annuelle du Hello! Project Petit Best 5 qui sort en fin d'année, puis sur le deuxième album du groupe, 2nd W qui sortira en février 2006. Le clip vidéo de la chanson-titre figurera également sur la version DVD du Petit Best 5.

## Liste des titres
Single CD
1. Robo Kiss (ロボキッス?)
2. Sexy Snow (SEXY SNOW?)
3. Robo Kiss (Instrumental) (ロボキッス...?)

Single V
1. Robo Kiss (ロボキッス?) (clip vidéo)
2. Robo Kiss (Happy Ver.) (ロボキッス...?) (clip vidéo)
3. Making Eizo (メイキング映像?) (making of)